# Anne Murray
Morna Anne Murray, född 20 juni 1945 i Springhill i Nova Scotia, är en kanadensisk countrysångerska. Murray har sålt ca 55 miljoner skivor världen över.
Murray skivdebuterade 1968 med låten "What About Me" som skrevs av Scott McKenzie. Hon fick sedan stora framgångar i USA och Kanada, och 1973 släppte hon en liveversion av "What About Me", vilken kom att bli etta på Tio i topp. 
1978 toppade hon Billboardlistan med "You Needed Me", en låt som 1999 blev Boyzones sista englandsetta.

## Diskografi (urval)
Studioalbum
- 1968 – What About Me
- 1969 – This Way Is My Way
- 1970 – Honey, Wheat and Laughter
- 1971 – Straight, Clean and Simple
- 1971 – Talk It Over in the Morning
- 1971 – Anne Murray / Glen Campbell (med Glen Campbell)
- 1972 – Annie
- 1973 – Danny's Song
- 1974 – Love Song
- 1974 – Highly Prized Possession
- 1975 – Together
- 1976 – Keeping in Touch
- 1977 – There's a Hippo in My Tub
- 1978 – Let's Keep It That Way
- 1979 – New Kind of Feeling
- 1979 – I'll Always Love You
- 1980 – Somebody's Waiting
- 1981 – Where Do You Go When You Dream
- 1982 – The Hottest Night of the Year
- 1983 – A Little Good News
- 1984 – Heart over Mind
- 1986 – Something to Talk About
- 1987 – Harmony
- 1988 – As I Am
- 1990 – You Will
- 1991 – Yes I Do
- 1993 – Croonin'
- 1996 – Anne Murray
- 1999 – What a Wonderful World
- 2002 – Country Croonin'
- 2004 – I'll Be Seeing You
- 2007 – Anne Murray Duets: Friends & Legends